# Méaudre
Méaudre là một xã thuộc tỉnh Isère trong vùng Rhône-Alpes đông nam nước Pháp. Xã này nằm ở khu vực có độ cao từ 940-1625 mét trên mực nước biển. Theo điều tra dân số năm 1999 của INSEE có dân số là 1039 người.

## Thành phố kết nghĩa
- Locmaria, Pháp